# Demografia Venezuelei
| Structura rasială a Venezuelei | Structura rasială a Venezuelei | Structura rasială a Venezuelei | Structura rasială a Venezuelei | Structura rasială a Venezuelei |
| ------------------------------ | ------------------------------ | ------------------------------ | ------------------------------ | ------------------------------ |
| Rasă                           |                                |                                | Procent                        |                                |
| Metiși                         | Metiși                         |                                | 33%                            | 33%                            |
| Albi                           | Albi                           |                                | 32%                            | 32%                            |
| Mulatri                        | Mulatri                        |                                | 21%                            | 21%                            |
| Negri                          | Negri                          |                                | 8%                             | 8%                             |
| Amerindieni                    | Amerindieni                    |                                | 4%                             | 4%                             |
| Alții                          | Alții                          |                                | 2%                             | 2%                             |

Populația Venezuelei: 29.335.489 (August 2011)
- Creștere anuală: 1,47%
- Natalitate: 19,9 la 1000 (Fertilitate 2,4 nașteri/femeie, Mortalitate infantilă 21 la 1000)
- Mortalitate: 5,2 la 1000
- Speranță de viață: 70,8 la bărbați și 77,1 la femei
- Infectare cu HIV-SIDA: 0,7% din populație (2011)
- Alfabetizare: 95%
- Populație urbană: 93%

## Români în Venezuela
În Venezuela există o comunitate românească de aprox. 400 de persoane, care au emigrat în această țară în perioada regimului comunist și de cetățeni de etnie evreiască, originari din România, emigrați în perioada celui de-al doilea Război Mondial sau în perioada regimului comunist.